# Black Pearl (álbum)
Black Pearl é o segundo álbum de estúdio de Yolanda Whittaker, lançado em 23 de junho de 1992.
| Críticas profissionais                                                      | Críticas profissionais |
| Avaliações da crítica                                                       | Avaliações da crítica  |
| Fonte                                                                       | Avaliação              |
| --------------------------------------------------------------------------- | ---------------------- |
| Allmusic                                                                    | [ 1 ]                  |
| Esta tabela precisa de ser acompanhada por texto em prosa. Consulte o guia. |                        |

## Faixas
1. "The No Intro" -:12
2. "Home Girl, Don't Play Dat" - 2:38
3. "So Funky" - 3:02
4. "Black Pearl" - 3:10
5. "Cleopatra" - 3:46
6. "It's a Long Way Home" - 4:36
7. "You Should Have Listened" - 4:00
8. "Woman to Woman" - 2:26
9. "Hoes" - 3:13
10. "I Can't Take No More" - 3:39
11. "A Few Good Men" - 3:50
12. "Will You Be Mine" - 4:05